# Domenico Milèlli
Domenico Milèlli (Catanzaro, 11 februari 1841 – Palermo, 22 of 23 december 1905) was een dichter in het koninkrijk Italië. Hij vocht bij de Roodhemden voor de eenmaking van Italië.

## Levensloop
Milèlli was een priesterstudent vooraleer hij zich aansloot bij het rebellenleger van Roodhemden onder leiding van Garibaldi. Dezen brachten het koninkrijk der Beide Siciliën ten val en vochten nog verder voor de eenmaking van Italië. In deze militaire periode werd er een foto van Milèlli genomen. Na een periode in Dijon waar hij gewond geraakte (1871), keerde hij naar Italië terug. Hij werd een rondtrekkend dichter. 
Hij leefde van gedichten te publiceren doch verdiende ook de kost als onderwijzer, journalist, vertaler en literatuurcriticus. Op alle plekken waar hij werkte, maakte hij het te bont zodat hij naar een volgende plek en job moest trekken. In zijn latere carrière trok hij van leer tegen bureaucratische regels. Zijn geschriften werden al eens om die reden gecensureerd en hij belandde in de gevangenis.
Critici van zijn gedichten waren van mening dat hij zich te veel assimileerde met de stad of omgeving waar hij was; en dit was wisselend. Zijn gedichten drukten al eens woede of frustratie uit waarbij hij mijmerde over een rustig leven. Meerdere gedichten zijn uitgegeven met muziekbegeleiding.
Aan het einde van zijn leven werd Milèlli werkman op Sicilië, eerst in Catania en tenslotte in Palermo, waar hij overleed.

## Enkele van zijn gedichten
Zijn gedichten waren in het Italiaans of in het dialect van Calabrië, zijn geboortestreek.
- In giovinezza, 1873
- Hyemalia, Milaan 1876
- Odi pagane, Milaan 1879
- Povertà, Bologna 1879
- Canzoniere, Rome 1884
- Rime del conte di Lara, 1884
- Nuovo canzoniere, Cosenza 1888
- Poemi antichi, Cosenza 1894
- Prometeo, Caserta 1899
- Poemi della notte, Caserta 1899
- Inno delle Colonie Italiane, Napels 1902. Deze gedichten zijn eigenlijk liederen over de kolonies van het koninkrijk Italië. De componist was F. Paolo Frontini. Zie ook frontpagina hiernaast.
- Kokodè, Ragusa 1903. Dit gedicht is autobiografisch
- Gemme sparse, Napels 1906. Dit dichtwerk is postuum uitgegeven.